# Purgly Magdolna
Horthy Miklósné, született jószáshelyi Purgly Magdolna Vilma Benedikta (Sofronya, 1881. június 10. – Estoril, Portugália, 1959. január 8.) Horthy Miklós felesége, 1920 és 1944 között kormányzóné.

## Családja, gyermek- és ifjúkora
A nemesi származású, jómódú, vidéki földbirtokos jószáshelyi Purgly családba született az Arad közelében található Sofronyán, 1881. június 10-én. Édesapja, az evangélikus felekezetű jószáshelyi Purgly János (1839–1911), Arad vármegye törvényhatósági bizottságának tagja, az Aradi és Csanádi Egyesült Vasutak és Takarékpénztár igazgatója, aki 1500 hold földbirtok felett rendelkezett, emellett országgyűlési képviselő volt. Édesanyja, a római katolikus nemesi származású kézdivásárhelyi Vásárhelyi Ilona (1841–1896) volt. A Magdolna Vilma Benedikta névre keresztelték meg, a római katolikus vallás szerint. Első unokatestvére volt a későbbi földművelésügyi miniszter Purgly Emilnek. Apai nagyszülei jószáshelyi Purgly János (1800–1876), jószási postamester, Arad vármegye törvényhatósági bizottságának tagja, az Aradi Első Takarékpénztár elnöke, és rajkai Friebeisz Emília (1815–1901) voltak. vAnyai nagyszülei kézdivásárhelyi Vásárhelyi János (1800–1843), Arad vármegye alispánja, költő, és parajdi Brünek Júlia (1804–1886) voltak. Purgly Magdolna apai dédapja, az evangélikus vallású, bajorországi származású Purgly János, valamint fivére Purgly György, győri kereskedők, és gyermekeik 1820. október 27-én magyar nemességet, a „jószászi” nemesi előnevet és családi címert nyertek I. Ferenc magyar királytól.
A véletlennek köszönhetően találkozott Horthy Miklóssal. Nemcsak tengerésztiszti egyenruhája keltette fel érdeklődését, hanem a világot járt ember érdekes történetei is. A vonzalom kölcsönös volt kettejük között. 1901. július 22-én Aradon házasodtak össze. Az egyik esküvői tanú dévaványai Halasy Pál (1846–1912), császári és királyi kamarás, tábornok, a másik, monyorói Urbán Iván (1846–1915), Arad vármegye főispánja volt. Nászútjukat Semmeringen, Ausztriában töltötték.
Ezt követően a katonatiszti feleség életét élte, férjét hivatalos útjaira elkísérte. Ebben az időben a Horthy család Pólában lakott. Gyermekeik, Magdolna (1902–1918), Paulette (1903–1940), István (1904–1942) és Miklós (1907–1993) is ott születtek. 1908–1909 után Horthy az SMS Taurus állomáshajó parancsnoka lett, és annak isztambuli állomáshelyére költözött, ahol családjával a Boszporusz partján egy villában lakott. Ezt követően öt évig Bécsben éltek.

## Első világháború
Horthy asszony és gyermekei Pólában töltötték a háborús éveket, férjével ritkán találkozott. 1917–18-ban már látszott, hogy viharos évek várnak az Osztrák–Magyar Monarchiára, férje ellentengernagyi kinevezéséről is csak közös ismerősök révén szerzett tudomást. A Monarchia összeomlásakor átmenetileg Bécsbe költözött gyermekeivel. Ott Horthy csatlakozott hozzájuk, és együtt Kenderesre költöztek.

## 1919–1920
Horthy békésebb életre rendezkedett be családi birtokán. Felesége támogatta ebben, azonban sorsuk másképp alakult.
Károlyi Gyula gróf Szegedre rendelte a kommunista rendszer kiküszöbölése céljából. 1920. március 1-jén Horthy Miklóst megválasztották Magyarország kormányzójának. Innentől kezdve feleségét megillette a Főméltóságú Asszony megszólítás. 1927-ben fölvették a máltai lovagrendbe mint nagykeresztes tiszteleti dámát.

## Horthy kormányzósága alatt

### Korai évek
A következő néhány évben az volt Horthy asszony célja, hogy nyugodt családi hátteret biztosítson férjének. Ritkán mutatkozott a nyilvánosság előtt. A Horthy család a budai várban lakott, azonban – tekintetbe véve a család pozícióját – viszonylag szerény életet éltek. Menedéket a kenderesi birtok jelentett számukra, ahol a család kastélya állt.

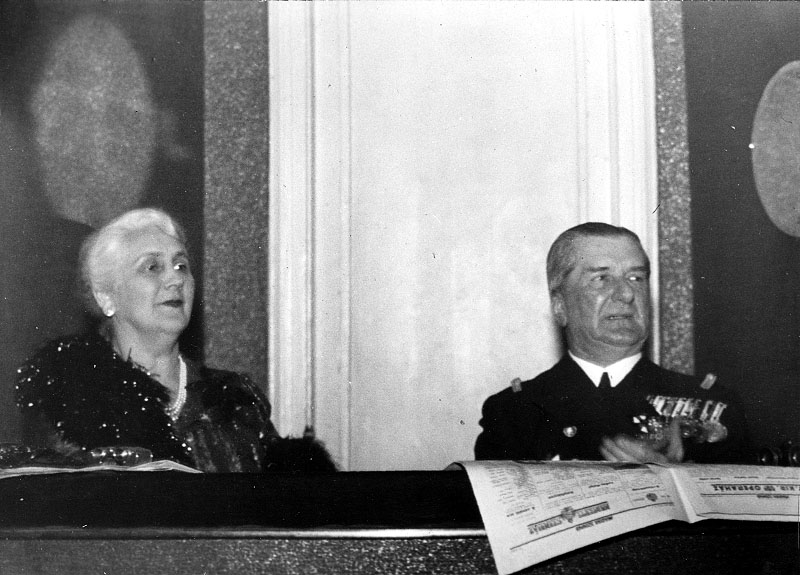
Horthy Miklóssal a Nemzeti Kamara Színház páholyában az 1930-as évek végén.

### 1935 után
1935 után Horthy asszony gyakrabban megjelent a nyilvánosság előtt. Célja az volt, hogy Horthy kormányzó maradhasson. Veszélyt ilyen szempontból a szélsőjobboldali csoportok jelentettek, mint például a Szálasi Ferenc vezette nyilasok. Ezen felül saját tekintélyével próbálta a nemzetet és annak függetlenségét támogatni. Ebben az időben ez németellenességet (ami gyakorlatilag a nemzetiszocializmus elutasítását) is jelentett. Közvetlenül ugyan nem vett részt a politikában, de megtalálta a pozíciójához illő módot, hogy ezt kifejezze.
Amikor egyéb kötelezettségei lehetővé tették, jótékonysági akciókat szervezett. Sokat támogatta az akkor kiépülő Újlipótváros fejlődését, amiért annak egy részét az akkor hálás ottani lakosság Magdolnavárosnak keresztelte. De nem csak a belvárosban jótékonykodott, egyebek mellett az akkor önálló településen, Rákospalotán szeretetotthont és ingyenkonyhát hozott létre. 1938 után jótékonysági akciókat kezdeményezett a Magyarországhoz újonnan visszatért felvidéki szegények részére. A háború kitörése után gyűjtőakciókat indított az orosz hideghez nem szokott magyar honvédek, s a hazakerült sebesültek megsegítésére, nemegyszer rádiószózatban kérve ehhez a lakosság támogatását. E tevékenységben lelkes segítőre talált a családba bekerült menye, Horthy Istvánné Edelsheim-Gyulai Ilona grófnőben, akit már annak özvegységre jutása előtt is szinte leányává fogadott.
Eltökélten ellenállt annak a kísértésnek, hogy megalapítsák a Horthy-dinasztiát. 1940-től folyamatos nyugtalanságban élt.
Nem tudott szabadulni attól való félelmétől, hogy a kormányzóság egy átmeneti, halálra ítélt állapot volt. Bizalmasai körében gyakran mondogatta: „Tisztességes úton kerültünk hatalomra, az ajtón keresztül, de attól félek az ablakon keresztül fogunk távozni”. Aggodalmai szóról szóra beigazolódtak; a Horthy család viszontagságos körülmények között hagyta el a Budai várat, 1944. október 17-én.

## Háború utáni élete
A második világháborút követően a bajorországi Weilheimben laktak négy évig. Ez az időszak nem tett jót Horthy asszony egészségének.
Fia segítségével jutottak el a portugáliai Estorilba. Két évvel élte túl férjét. 1959-ben itt hunyt el, életének 78. évében.
A Horthy házaspár földi maradványait 1993. szeptember 4-én hozták haza Portugáliából és helyezték örök nyugalomra Kenderesen, a családi kriptában.